# ミズシネマ
『みずしな孝之のミズシネマ』（みずしなたかゆきのミズシネマ）は、みずしな孝之による日本のエッセイ漫画作品。

## 概要
『月刊少年ジャンプ』（集英社）にて連載されていた。
みずしなとその漫画の担当、小出（こいで）が公開中（又は公開直前）の映画を"ゆるく"斬る3ページの漫画。
なお、手書き文字が多いみずしな作品の中で、唯一本文に写植を使った漫画である（ちなみに台湾版の『いい電子』は例外であり、手書き風の写植が使われている）。
作者が本作を単行本化するつもりがなかったことが作中から窺える。2007年7月号の本誌休刊とともに連載を終了した。

## 単行本
1. ISBN 4-08-782059-9
2. ISBN 4-08-782100-5
3. ISBN 4-08-782158-7